# (74293) 1998 SF140
(74293) 1998 SF140 – planetoida z pasa głównego asteroid okrążająca Słońce w ciągu 4,33 lat w średniej odległości 2,66 j.a. Odkryta 26 września 1998 roku.